# California Surf
Californiä Surf was een Amerikaanse voetbalclub uit Anaheim, Californië.
De club speelde eerst als St. Louis Stars in de stad Saint Louis, maar verhuisde in 1978 naar Anaheim en nam de nieuwe naam California Surf aan. Na drie seizoenen werd de club ontbonden. Carlos Alberto Torres is een van de bekendste spelers, hij werd in 1970 wereldkampioen met Brazilië.

## Bekende (oud-)spelers
- Carlos Alberto Torres
- Laurie Abrahams (1980-81)
- Les Barrett (1979-81)
- Chris Dangerfield (1978)
- Ray Evans (1978)[1]
- Jimmy Hinch (1978)
- Mark Lindsay (1978-81)[2]
- Andy McBride (1978-80)[3]
- Steve Seargeant (1981)[4]
- Rich D'Sa (1980-81)
- Paul Cahill (1979-81)
- Charlie Cooke (1981)
- George Graham
- Jan van der Veen (1981)

## Seizoen per seizoen
| Jaar    | League      | W  | V  | G | Ptn | Reg. Seizoen                                   | Playoffs                                     |
| ------- | ----------- | -- | -- | - | --- | ---------------------------------------------- | -------------------------------------------- |
| 1978    | NASL        | 13 | 17 | — | 115 | 2de, American Conference, Western Division     | Verloor in eerste ronde van (San Diego)      |
| 1979    | NASL        | 15 | 15 | — | 140 | 1ste(t), American Conference, Western Division | Verloor in eerste ronde van (San Diego)      |
| 1979/80 | NASL Indoor | 4  | 8  | — | —   | 4de, Western Division                          | Niet gekwalificeerd                          |
| 1980    | NASL        | 15 | 17 | — | 144 | 2de, American Conference, Western Division     | Verloor in eerste ronde van (Ft. Lauderdale) |
| 1980/81 | NASL Indoor | 10 | 8  | — | —   | 1ste, Southern Division                        | Verloor in eerste ronde van (Vancouver)      |
| 1981    | NASL        | 11 | 21 | — | 117 | 3de, Western Division                          | Niet gekwalificeerd                          |